# Camponotus nigricans
Camponotus nigricans é uma espécie de inseto do gênero Camponotus, pertencente à família Formicidae.